# Exechia novaezelandiae
Exechia novaezelandiae är en tvåvingeart som beskrevs av Tonnoir och Edwards 1927. Exechia novaezelandiae ingår i släktet Exechia och familjen svampmyggor. Inga underarter finns listade i Catalogue of Life.